# Andrij Bratasjtsjoek
Andrij Olehovytsj Bratasjtsjoek (Oekraïens: Андрій Олегович Братащук) (Rivne, 8 april 1992) is een Oekraïens voormalig wielrenner die in 2019 reed voor Team Novak.

## Carrière
In 2012 werd Bratasjtsjoek elfde in het eindklassement van de Ronde van Roemenië. Later die maand tekende hij een contract bij Kolss Cycling Team. Namens die ploeg werd hij onder meer dertiende in het eindklassement van de Ronde van Szeklerland van 2014 en werd hij, samen met zijn ploeggenoten, veertiende in de ploegentijdrit tijdens de wereldkampioenschappen in Doha. Daarnaast werd hij in 2016 tweede in de Ronde van Małopolska en vierde in zowel de tijdrit als de wegwedstrijd tijdens de nationale kampioenschappen.
In 2017 werd Bratasjtsjoek, achter Vitalij Boets, tweede in het nationale kampioenschap op de weg. Twee weken later was enkel Jehor Dementjev sneller in de Minsk Cup. Later dat seizoen werd Bratasjtsjoek onder meer negende in de Odessa GP en negende in het eindklassement van de Ronde van China II.
In 2018 behaalde hij zijn eerste UCI-zeges in de Ronde van Szeklerland en Ronde van Hongarije. In 2019 stopte hij als professioneel wielrenner.

## Belangrijkste overwinningen
2018
3e etappe Ronde van Szeklerland
Puntenklassement Ronde van Szeklerland
3e etappe Ronde van Hongarije

## Resultaten in voornaamste wedstrijden
|      | \| Jaar \| \| WK op de weg \| \| ---- \| \| ------------ \| \| 2016 \| \| opgave \| \| 2017 \| \| \| \| 2018 \| \| opgave \| |              |
| Jaar | | WK op de weg |
| 2016 | | opgave       |
| 2017 | |              |
| 2018 | | opgave       |

## Ploegen
- 2012 –  Kolss Cycling Team (vanaf 20-6)
- 2013 –  Kolss Cycling Team (vanaf 1-6)
- 2014 –  Kolss Cycling Team
- 2015 –  Kolss-BDC Team
- 2016 –  Kolss-BDC Team
- 2017 –  Kolss Cycling Team
- 2018 –  Team Novak
- 2019 –  Team Novak

Balázsi · Bartha · Bratasjtsjoek · László · Novak · Prevar · Sebestyén · Szabó · Szilágyi · Tanovitchii